# 科技新时代
科技新时代（缩写为PopSci）是美国一份创刊于1872年的数字杂志，主要刊登大众科学方面的文章。其读者大多数具有高等学历，其中80%以上为男性。
《科技新时代》中文版1996年1月创刊，已2014年10月8日停刊。

## 資料來源
1. ↑   (PDF). （原始内容 (PDF)存档于2014-12-22） （中文（简体））.